# Cromwell (tank)
Cromwell Cruiser Tank, oficiálně Tank, Cruiser, Mk VIII, Cromwell (A27M) byl britský křižníkový tank vyráběný od roku 1941 podle požadavku generálního štábu.
Cromwell patřil k tomu lepšímu, co průmysl Velké Británie během druhé světové války zkonstruoval a vyrobil. Na frontu druhé světové války však přišel příliš pozdě, navíc ho palebnou silou i pancéřováním převyšovaly moderní německé tanky Tiger i Panther. Tyto tanky používala v bojích na západní frontě též Československá samostatná obrněná brigáda, která s nimi v květnu roku 1945 dorazila do Československa. Na podvozku tanku Cromwell vznikly do konce války tanky Challenger a Comet I, během studené války pak Charioteer.

## Vývoj
Katastrofální porážka ve Francii a hlavně boje v severní Africe dovedly britský generální štáb k hořkému závěru, že armáda nemá obrněný prostředek, kterým by mohla čelit rychle modernizovaným německým tankům a samohybným dělům. Proto na podkladě zkušeností z dosavadních bojů vypsal na přelomu let 1940 a 1941 požadavky na nový tank, který by mohl konkurovat německým tankům. Jeho vývoj se však neuvěřitelně protáhl. Až na podzim roku 1943 byl dokončen vývoj silnějšího motoru a Cromwell dostal i nový kanón ráže 75 mm. Tato konfigurace nesla označení Cruiser Mk VIII Cromwell IV. Zanedlouho se rozjela sériová výroba a do konce války se stal Cromwell nejrozšířenějším britským křižníkovým tankem. Cromwell se stal nejrychlejším britským tankem druhé světové války, když na silnici dokázal jet až 64 km rychlostí. Účinností kanónu a odolností pancíře však byla oproti novým německým tankům i samohybným dělům slabá. Velké nebezpečí představoval u Cromwellů zážehový motor, tank se po zasažení často vznítil. Z hlediska oprav a údržby měl oproti německým tankům výhodu jednoduchosti a spolehlivosti.

## Nasazení

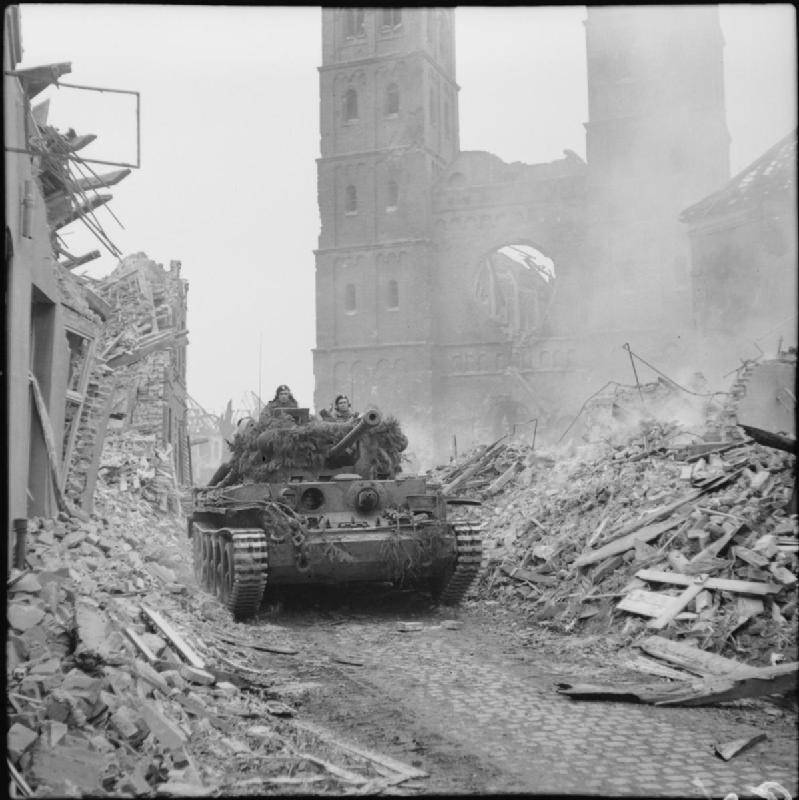
Britský Cromwell 11. obrněné divize v Uedemu, Německo, 28. února 1945

Cromwelly IV byly poprvé bojově nasazeny v bojích po vylodění spojenců v Normandii. Jako první jimi byla vyzbrojena zejména 7. tanková divize, která proslula v severní Africe jako Pouštní krysy. Ukázalo se, že Cromwelly jsou srovnatelné se staršími německými tanky Panzer IV a menšími samohybnými děly, ale s Panthery a Tigery se měřit nemohly. Britským tankistům se doporučovalo, aby využili vynikající pohyblivosti svých tanků a svízelné situace řešili rychlým únikem. Velitel britských sil generál Montgomery nasadil Cromwelly 2. armády do kombinované výsadkové a pozemní operace Market Garden v Arnhemu. Československá tanková brigáda vyzbrojená Cromwelly IV a VI se zapojila do obléhání a dobývání pevnosti Dunkerque, kde se v prudkých bojích bránilo asi 12 000 vojáků Wehrmachtu a Waffen-SS. Na jaře roku 1945 velitel Československé armády generál Ingr žádal spojence o zapojení naší brigády do osvobozování Československa. Nakonec se mu ale podařilo uvolnit jen necelých 150 československých vojáků, kteří s Cromwelly dorazili do osvobozené Plzně až 9. května.

## Technický popis Cruiser Tank Mk VIII Cromwell
- typ: křižníkový tank
- posádka: 5 členů (řidič; radista obsluhující kulomet v čelním pancíři; střelec; nabíječ; velitel tanku)
- výzbroj: kanón bez stabilizace ráže 75 mm L/51 s drážkovanou hlavní, úsťová rychlost 619 m/s nebo houfnice ráže 95 mm L/22,8 popřípadě kanon OQF 6 pounder L/56; koaxiální kulomet Besa ráže 7,92 mm, v čelním pancíři kulomet Besa ráže 7,92 mm; granátomet 50,8 mm.
- munice: protipancéřová: 32 ks, tříštivo-trhavá: 24 ks, dýmová: 8 ks; 22 ks schránek s pásy po 225 ks nábojích; 24–30 ks dýmových a tříštivých granátů; 6 zásobníků po 100 nábojích; 13 zásobníků po 32 nábojích; 6 ks červených, 6 ks zelených a 6 ks osvětlovacích raket
- výzbroj vezená uvnitř tanku: kulomet Bren 303.british (7,7 mm); samopal Sten Mk. II (III); signální pistole Mk.I (II,III,IV,V); ruční granáty
- pancéřování: zpočátku kompozitní, později svařované pancéřování; korba 32–76 mm (Cromwell VII i až 101 mm); věž 57–76 mm (strop korby a věže 20 mm)
- motor: zážehový dvanáctiválec Rolls-Royce Meteor (odvozený z letecké pohonné jednotky Rolls-Royce Merlin) o výkonu 600 hp (447 kW)
- nádrž: 527 litrů benzínu
- podvozek: zdokonalený americký systém Christie, napínací kola vpředu, pět velkých pojezdových kol na každé straně, hnací kola vzadu
- hmotnost: 27,9 t
- nejvyšší rychlost na silnici 64 km/h (38 mil/h), později s širšími pásy 55 km/h
- dojezd na silnici 275 km (170 mil); v terénu 128 km (80 mil)
- spotřeba paliva: na silnici 280–420 litrů / 100 km, v terénu: 420–560 litrů / 100 km
- spotřeba oleje: 6 litrů na 100 km
- brodění 1,2 m; svislá překážka 0,9 m; příkop 2,3 m
- rozměry: celková délka s kanónem vpředu 6,42 m; šířka 3,048 m; výška 2,51 m
- produkce: 1944–1950

## Verze tanků Cromwell
- Cromwell Mk.I (600)
- Cromwell Mk.II
- Cromwell Mk.III (~200)
- Cromwell Mk.IV (1935+)
- Cromwell Mk.Vw (welded-svařovaný trup)
- Cromwell Mk.VI
- Cromwell Mk.VII (~1500)
- Cromwell Mk.VIIw
- Cromwell Mk.VIII